# Sida haenkeana
Sida haenkeana är en malvaväxtart som beskrevs av Karel Bořivoj Presl. Sida haenkeana ingår i släktet sammetsmalvor, och familjen malvaväxter. Inga underarter finns listade i Catalogue of Life.